# Andrea Piccolo
Andrea Piccolo (Magenta, 23 marzo 2001) è un ciclista su strada italiano, professionista dal 2021 al 2024.

## Carriera
Nativo di Magenta, cresce in formazioni dell'hinterland milanese. Dopo aver gareggiato tra gli Esordienti nel biennio 2014-2015, si mette in evidenza nel biennio successivo tra gli Allievi: in tale categoria coglie ben venti vittorie, cinque nel 2016 e quindici, tra cui quella nella prova in linea del Festival olimpico della gioventù europea di Győr, l'anno dopo.
Passato tra gli Juniores nel 2018 con il Team LVF di San Paolo d'Argon, al primo anno mette a referto dodici successi, tra cui quelli nella gara tricolore a cronometro e al Trofeo Emilio Paganessi; ai campionati europei di Zlín si classifica sesto in linea, mentre ai successivi campionati del mondo a Innsbruck è bronzo a cronometro alle spalle di Remco Evenepoel e di Luke Plapp. Al secondo anno nella categoria migliora il proprio bottino di titoli, ottenendo quattordici vittorie. Spiccano i successi nel Giro del Friuli Venezia Giulia e nel Giro della Lunigiana a tappe, il secondo titolo nazionale a cronometro e il titolo europeo di specialità ad Alkmaar. Ulteriori piazzamenti arrivano nel tricolore in linea (è secondo) e nel campionato europeo in linea, in cui chiude terzo preceduto da Andrij Ponomar e da Maurice Ballerstedt.
Nel 2020 debutta nella categoria Elite/Under-23 con la squadra Continental Colpack Ballan; in una stagione segnata dalla pandemia di COVID-19 ottiene come miglior risultato l'argento nella cronometro under-23 dei campionati italiani. A fine anno è messo sotto contratto dal WorldTeam kazako Astana-Premier Tech. A Giugno 2022 firma un contratto con DroneHopper-Androni, valido fino a fine stagione.
Nel 2023 alla Vuelta a España indossa la maglia rossa al termine della seconda tappa; perderà il primato il giorno seguente. 
Il 21 giugno 2024 viene licenziato dall'EF Education-EasyPost dopo essere stato fermato, al suo rientro in Italia, con l'accusa di aver importato illegalmente ormone della crescita. Già nel precedente mese di marzo era stato sospeso senza stipendio dalla squadra per aver assunto, senza il consenso del team, un sonnifero.

## Palmarès

### Strada
- 2018 (Team LVF Juniores, dodici vittorie)[1]

Gran Premio Liberazione Città di Massa
Trofeo Città di Borgomanero
Trofeo Brebbia Remo e Montalbetti Pietro
Memorial Pietro Zipponi
Gran Premio Vini del Roero - La Primavera dei Campioni
Cronoromanengo Individuale (cronometro)
Giro della Brianza Cronoscalata (cronometro) e classifica finale
2ª tappa 3 Giorni Orobica (Adro > Casazza)
Classifica generale 3 Giorni Orobica
Campionati italiani, Prova a cronometro Juniores
Trofeo Emilio Paganessi
Trofeo Polisportiva Camignone
- 2019 (Team LVF Juniores, quattordici vittorie)[3]

Cronometro Città di San Benedetto del Tronto (cronometro)
Trofeo Comune di Gussago
Gran Premio Sogepu (cronometro)
Trofeo Brebbia Remo e Montalbetti Pietro
Memorial Pietro Zipponi
Gran Premio Zema (cronometro)
2ª tappa Giro del Friuli Venezia Giulia (Montereale Valcellina)
Classifica generale Giro del Friuli Venezia Giulia
Campionati italiani, Prova a cronometro Juniores
Campionati europei, Prova a cronometro Juniores
Collegno-Sestriere
Classifica generale Giro della Lunigiana
Trofeo Festa Patronale Trofeo Fosco Frasconi
Crono Individuale di Castelgomberto - Campionato Regionale (cronometro)
- 2021 (Viris Vigevano, tre vittorie)[9]

Giro del Valdarno
Coppa Collecchio
Ruota d'Oro

#### Altri successi
- 2018 (Team LVF Juniores)

Classifica scalatori Trophée Centre Morbihan
Classifica giovani Trophée Centre Morbihan
Classifica giovani Giro del Nordest d'Italia

## Piazzamenti

### Grandi Giri
- Giro d'Italia

2024: ritirato (19ª tappa)
- Vuelta a España

2023: 69°

### Classiche monumento
- Liegi-Bastogne-Liegi

2023: ritirato
- Giro di Lombardia

2022: 11°
2023: 100°

### Competizioni mondiali
- Campionati del mondo

Innsbruck 2018 - Cronometro Junior: 3º
Innsbruck 2018 - In linea Junior: 11º
Yorkshire 2019 - Cronometro Junior: 6º
Yorkshire 2019 - In linea Junior: ritirato

### Competizioni continentali
- Campionati europei

Brno 2018 - In linea Junior: 6º
Alkmaar 2019 - Cronometro Junior: vincitore
Alkmaar 2019 - In linea Junior: 3º
Plouay 2020 - Cronometro Under-23: 23º
Plouay 2020 - In linea Under-23: 85º

## Riconoscimenti
- Oscar TuttoBici - categoria juniores nel 2018[10] e 2019[11]